# Spin

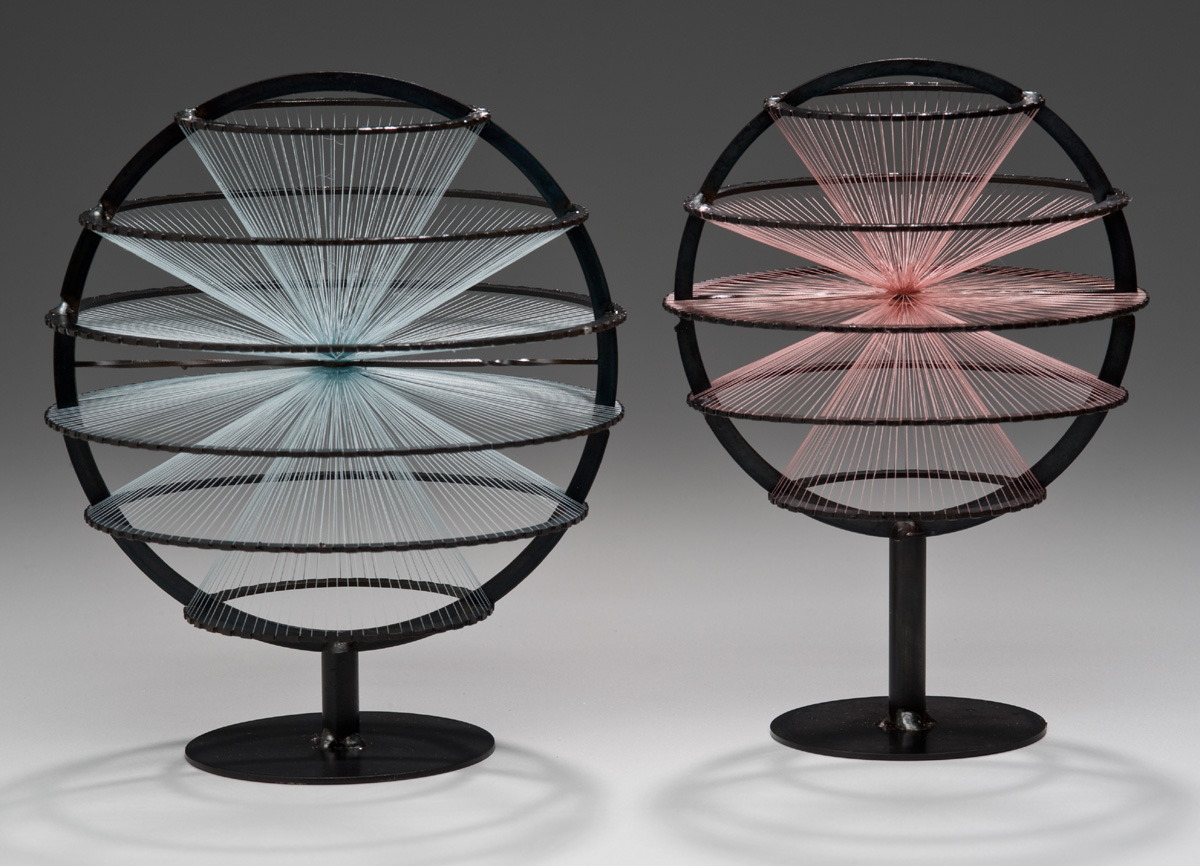
Padre e Madre della serie Famiglia Spin (2009) dello scultore ed ex fisico Julian Voss-Andreae. I due oggetti raffigurati illustrano le geometrie di un oggetto con spin (il “maschio” blu sulla sinistra) e di un oggetto con spin (la “femmina” rosa sulla destra). La Famiglia Spin, in mostra nell'esposizione d'arte "Quantum Objects", paragona in modo scherzoso i fermioni al genere maschile e i bosoni al genere femminile, immaginando i primi oggetti con spin e, come una famiglia di cinque persone.

In meccanica quantistica lo spin (letteralmente "giro", "rotazione" in inglese) è una grandezza, o numero quantico, associata alle particelle, che concorre a definirne lo stato quantico.
Lo spin è una forma di momento angolare, avendo di tale entità fisica le dimensioni e, pur non esistendo una grandezza corrispondente in meccanica classica, per analogia richiama la rotazione della particella intorno al proprio asse: viene infatti definito come momento angolare intrinseco della particella stessa. È necessario chiarire però che lo spin non è associato a una reale rotazione della particella secondo il comune concetto applicato agli oggetti macroscopici; infatti i fotoni o gli elettroni, che sono considerati puntiformi, sono dotati di uno spin. Inoltre, a differenza della rotazione classica, nel caso di valore semintero lo spin viene descritto da un oggetto a due componenti (spinore) anziché da un vettore, rispetto al quale si trasforma ruotando le coordinate con un procedimento differente.
Lo spin non era previsto dalla meccanica quantistica non relativistica, dove fu introdotto come grandezza ad hoc; è invece previsto dalla versione relativistica tramite l'equazione di Dirac.

## Storia
(Max Born)
Lo spin venne scoperto nel contesto dell'emissione spettrale dei metalli alcalino terrosi. Nel 1924, Wolfgang Pauli (probabilmente il più influente fisico nella teoria dello spin) introdusse ciò che chiamò un "grado di libertà quantico a due valori" associato con gli elettroni del guscio esterno. Questo permise di formulare il principio di esclusione di Pauli, che stabiliva che due elettroni non possono condividere gli stessi valori quantici.
L'interpretazione fisica del "grado di libertà" di Pauli era inizialmente sconosciuta. Ralph Kronig, uno degli assistenti di Alfred Landé, suggerì, agli inizi del 1925, che venisse prodotto dall'auto-rotazione degli elettroni. Quando Pauli venne a conoscenza dell'idea, la criticò severamente, notando che l'ipotetica superficie dell'elettrone avrebbe dovuto muoversi più velocemente della velocità della luce per poter ruotare abbastanza rapidamente da produrre il necessario momento angolare, contravvenendo così alla teoria della relatività.
Nell'autunno del medesimo anno lo stesso pensiero venne a due giovani fisici olandesi, George Uhlenbeck e Samuel Goudsmit. Su consiglio di Paul Ehrenfest pubblicarono i loro risultati, che incontrarono una risposta favorevole specialmente dopo che L.H. Thomas riuscì a risolvere una discrepanza tra i loro calcoli (e quelli non pubblicati di Kronig) e i risultati sperimentali. Questa discrepanza era dovuta alla necessità di prendere in considerazione l'orientamento della microstruttura tangente all'elettrone, in aggiunta alla sua posizione. L'effetto aggiunto dalla tangente è additivo e relativistico (ovvero svanisce se {\displaystyle c} va all'infinito) ed è pari, ma con segno opposto, a un mezzo del valore ottenuto se non si considera l'orientamento dello spazio tangente. Quindi l'effetto combinato differisce da quest'ultimo per un fattore due (precessione di Thomas).
Nonostante le sue obiezioni iniziali, Pauli formalizzò la teoria dello spin nel 1927 usando la neonata meccanica quantistica. Egli introdusse l'uso delle matrici di Pauli come rappresentazione degli operatori di spin e una funzione d'onda a due componenti (spinore). La teoria di Pauli era non-relativistica. Nel 1928 Paul Dirac pubblicò la sua equazione, che descrive l'elettrone relativistico. In essa viene usato per la funzione d'onda dell'elettrone uno spinore a quattro componenti conosciuto come spinore di Dirac. Nel 1940 Pauli dimostrò il teorema spin-statistica, che enuncia che i fermioni hanno spin semintero e i bosoni spin intero.

## Spin e funzione d'onda
Lo spin posseduto da ogni particella ha un valore s fissato che dipende solo dal tipo di particella e che non può essere alterato in nessun modo. Il teorema spin-statistica enuncia che le particelle con spin intero (fotoni, gluoni e bosoni W e Z con spin uguale a {\displaystyle 1} o l'ipotetico gravitone con spin uguale a {\displaystyle 2}) corrispondono ai bosoni, descritti dalla statistica di Bose-Einstein, e le particelle con spin semintero (elettroni, neutrini e quark con spin uguale a {\displaystyle 1/2}) corrispondono ai fermioni, che seguono la statistica di Fermi-Dirac.
Per le particelle che possiedono spin la descrizione dello stato attraverso la funzione d'onda deve poter determinare anche la probabilità che lo spin della particella abbia un valore determinato se viene misurato, cioè abbia una direzione stabilita nello spazio. La funzione d'onda che descrive uno stato {\displaystyle |\psi \rangle } comprende sia le variabili spaziali che di spin e si scrive:
{\displaystyle \psi ({\vec {x}},\sigma )=\langle {\vec {x}},\sigma |\psi \rangle ={\begin{pmatrix}\psi _{1}({\vec {x}})\\\psi _{2}({\vec {x}})\\\vdots \\\psi _{2s+1}({\vec {x}})\end{pmatrix}}}
In accordo con l'interpretazione probabilistica della funzione d'onda, il modulo quadro della funzione d'onda:
{\displaystyle |\psi ({\vec {x}},\sigma )|^{2}}
rappresenta la densità di probabilità di trovare la particella nella posizione {\displaystyle {\vec {x}}} con valore determinato dello spin {\displaystyle \sigma }. Pertanto
{\displaystyle \int d{\vec {x}}\,|\psi ({\vec {x}},\sigma )|^{2}}
rappresenta la probabilità che la particella abbia posizione {\displaystyle {\vec {x}}} con spin determinato. La condizione di normalizzazione si scrive:
{\displaystyle \sum _{\sigma }\int _{-\infty }^{+\infty }d^{3}{\vec {x}}\,|\psi _{\sigma }({\vec {x}},\sigma )|^{2}=1}.

## Spin come momento angolare
Quando vengono applicati alla rotazione spaziale, i principi della meccanica quantistica enunciano che i valori osservati del momento angolare (autovalori dell'operatore del momento angolare) sono ristretti a multipli interi o semi-interi di {\displaystyle \hbar } (costante di Planck ridotta). Questo vale anche per lo spin: essendo un momento angolare, esso possiede tutte le proprietà del momento angolare, e la trattazione matematica sarà analoga.
L'operatore di spin viene indicato con il simbolo {\displaystyle {\hat {S}}}, e le relazioni di commutazione fondamentali sono:
{\displaystyle [{\hat {S}}_{\ell },{\hat {S}}_{j}]=i\hbar \epsilon _{\ell jk}{\hat {S}}_{k}}
{\displaystyle [{\hat {S}}^{2},{\hat {S}}_{\ell }]=0\quad \ell =x,y,z}
dove {\displaystyle {\hat {S}}^{2}={\hat {S}}_{x}^{2}+{\hat {S}}_{y}^{2}+{\hat {S}}_{z}^{2}}.
Dal momento che {\displaystyle {\hat {S}}^{2}} e {\displaystyle {\hat {S}}_{i}} commutano, essi hanno gli stessi autostati, che indichiamo con {\displaystyle |s,s_{z}\rangle }, dove si è scelta la componente lungo {\displaystyle z} perché possiamo sempre scegliere di porci con il sistema di riferimento in modo opportuno. È possibile quindi scrivere le equazioni agli autovalori:
{\displaystyle {\hat {S}}^{2}|s,s_{z}\rangle =\hbar ^{2}s(s+1)|s,s_{z}\rangle }
{\displaystyle {\hat {S}}_{z}|s,s_{z}\rangle =\hbar s_{z}|s,s_{z}\rangle },
dove {\displaystyle s} è un numero non negativo intero o semintero che può assumere i valori {{\displaystyle 0,1/2,1,3/2,2,\ldots }}, mentre {\displaystyle s_{z}} può assumere i valori {{\displaystyle -s,-s+1,\ldots ,s-1,s}} cioè ha {\displaystyle 2s+1} valori.

## Caso di spin ½
Il caso più importante è quello in cui il numero quantico di spin è {\displaystyle 1/2}, caratteristico di tutti i fermioni conosciuti: una interpretazione intuitiva e semplicistica dello spin ½ è immaginare l'elettrone in rotazione su un nastro di Möbius e che quindi ritrova la sua posizione dopo una rotazione di 720 gradi. Con spin {\displaystyle 0} la particella manterrà sempre la stessa direzione di rotazione mentre con spin {\displaystyle 1} la ritroverà dopo 360 gradi. Analogamente spin {\displaystyle 3/2} dopo 270 gradi e spin {\displaystyle 2} dopo 180 gradi.
Nel caso di spin {\displaystyle 1/2} gli autovalori {\displaystyle s} e {\displaystyle s_{z}} valgono rispettivamente {\displaystyle 1/2} e {\displaystyle \pm 1/2}, e dall'equazione agli autovalori si trovano immediatamente le espressioni dei relativi operatori {\displaystyle {\hat {S}}^{2}} e {\displaystyle {\hat {S}}_{z}}:
{\displaystyle {\hat {S}}^{2}=\hbar ^{2}s(s+1)=\hbar ^{2}{\frac {1}{2}}\left({\frac {1}{2}}+1\right)={\frac {3}{4}}\hbar ^{2}}
{\displaystyle {\hat {S}}_{z}={\frac {\hbar }{2}}{\begin{pmatrix}1&0\\0&-1\end{pmatrix}}={\frac {\hbar }{2}}\sigma _{z}}
Per costruire le altre componenti si introducono, in analogia col momento angolare, gli operatori di innalzamento e abbassamento:
{\displaystyle {\hat {S}}_{\pm }={\hat {S}}_{x}\pm i{\hat {S}}_{y}}
che hanno espressione matriciale:
{\displaystyle {\hat {S}}_{+}=\hbar {\begin{pmatrix}0&1\\0&0\end{pmatrix}}\qquad {\hat {S}}_{-}=\hbar {\begin{pmatrix}0&0\\1&0\end{pmatrix}}}
i quali innalzano o abbassano di {\displaystyle \hbar } l'autovalore di {\displaystyle {\hat {S}}_{z}}.
Dalla definizione di {\displaystyle {\hat {S}}_{\pm }} si ottengono le espressioni di {\displaystyle {\hat {S}}_{x}} e {\displaystyle {\hat {S}}_{y}}:
{\displaystyle {\hat {S}}_{x}={\frac {{\hat {S}}_{+}+{\hat {S}}_{-}}{2}}={\frac {\hbar }{2}}\left[{\begin{pmatrix}0&1\\0&0\end{pmatrix}}+{\begin{pmatrix}0&0\\1&0\end{pmatrix}}\right]={\frac {\hbar }{2}}{\begin{pmatrix}0&1\\1&0\end{pmatrix}}={\frac {\hbar }{2}}\sigma _{x}}
{\displaystyle {\hat {S}}_{y}={\frac {{\hat {S}}_{+}-{\hat {S}}_{-}}{2i}}={\frac {\hbar }{2i}}\left[{\begin{pmatrix}0&1\\0&0\end{pmatrix}}-{\begin{pmatrix}0&0\\1&0\end{pmatrix}}\right]={\frac {\hbar }{2}}{\begin{pmatrix}0&-i\\i&0\end{pmatrix}}={\frac {\hbar }{2}}\sigma _{y}}
Si ottiene quindi che gli operatori di spin si scrivono:
{\displaystyle {\hat {S}}_{i}={\frac {\hbar }{2}}\sigma _{i}}
dove {\displaystyle {\vec {\sigma }}} sono le matrici di Pauli.

### Formalismo a due componenti di Pauli
Scelti come vettori di base nel caso di spin {\displaystyle 1/2} i vettori
{\displaystyle |+\rangle ={\begin{pmatrix}1\\0\end{pmatrix}}=\chi _{+}}
{\displaystyle |-\rangle ={\begin{pmatrix}0\\1\end{pmatrix}}=\chi _{-}}
con i rispettivi bra di base:
{\displaystyle \langle +|={\begin{pmatrix}1&0\end{pmatrix}}=\chi _{+}^{\dagger }}
{\displaystyle \langle -|={\begin{pmatrix}0&1\end{pmatrix}}=\chi _{-}^{\dagger }}
per un vettore di stato arbitrario {\displaystyle |\alpha \rangle } si ha:
{\displaystyle |\alpha \rangle =|+\rangle \langle +|\alpha \rangle +|-\rangle \langle -|\alpha \rangle ={\begin{pmatrix}\langle +|\alpha \rangle \\\langle -|\alpha \rangle \end{pmatrix}}}
{\displaystyle \langle \alpha |=\langle \alpha |+\rangle \langle +|+\langle \alpha |-\rangle \langle -|={\begin{pmatrix}\langle \alpha |+\rangle &\langle \alpha |-\rangle \end{pmatrix}}}
Si possono introdurre gli spinori di rango {\displaystyle 2} come:
{\displaystyle \chi ={\begin{pmatrix}\langle +|\alpha \rangle \\\langle -|\alpha \rangle \end{pmatrix}}={\begin{pmatrix}c_{+}\\c_{-}\end{pmatrix}}=c_{+}\chi _{+}+c_{-}\chi _{-}}
{\displaystyle \chi ^{\dagger }={\begin{pmatrix}\langle \alpha |+\rangle &\langle \alpha |-\rangle \end{pmatrix}}={\begin{pmatrix}c_{+}^{*}&c_{-}^{*}\end{pmatrix}}}

### Composizione di due spin 1/2
Se si vogliono combinare due momenti angolari di spin si definisce il momento di spin totale:
{\displaystyle {\hat {\mathbf {S} }}={\hat {\mathbf {S} }}_{1}+{\hat {\mathbf {S} }}_{2},}
Vi sono quattro configurazioni possibili per la coppia di spin, una con {\displaystyle S=0} e {\displaystyle M_{S}=0}, detta singoletto, e tre con {\displaystyle S=1} e componenti lungo l'asse {\displaystyle z} rispettivamente {\displaystyle M_{S}=-1,0,1}, dette tripletto. Il singoletto è caratterizzato da una funzione d'onda antisimmetrica e corrisponde allo stato:
{\displaystyle \left|0,0\right\rangle ={\frac {1}{\sqrt {2}}}\left(\left|+;-\right\rangle -\left|-;+\right\rangle \right).}
Il tripletto è caratterizzato da una funzione d'onda simmetrica e corrisponde agli stati:
{\displaystyle \left|1,1\right\rangle =\left|+;+\right\rangle }
{\displaystyle \left|1,0\right\rangle ={\frac {1}{\sqrt {2}}}\left(\left|+;-\right\rangle +\left|-;+\right\rangle \right)}
{\displaystyle \left|1,-1\right\rangle =\left|-;-\right\rangle .}

## Applicazioni
In generale l'introduzione dello spin non agisce sulle variabili spaziali e quindi tutte le informazioni relative ai moti unidimensionali e tridimensionali non vengono modificate: semmai lo spin introduce una variabile interna al sistema e questa informazione in più si aggiunge alle informazioni sugli stati.
L'effetto dello spin tuttavia si fa sentire notevolmente quando si vogliono trattare i casi più realistici: nella struttura fine l'interazione spin-orbita mette in evidenza l'accoppiamento tra il momento magnetico del momento angolare e quello legato allo spin.
Gli effetti dello spin sono legati a molti fenomeni quali:
- l'effetto Stark, nel quale la dipendenza dallo spin è legata alla modifica dei livelli energetici degli atomi per opera di un campo elettrico uniforme
- l'effetto Zeeman, soprattutto quello denominato anomalo per gli effetti sui livelli energetici degli atomi quando sono sottoposti ad un campo magnetico uniforme; qui la dipendenza dallo spin è notevole essendo esso legato alle proprietà magnetiche degli atomi
- l'effetto Paschen-Back, per campi magnetici molto intensi.

Un'altra possibile applicazione dello spin è quella di portatore di informazione binaria in uno spin transistor. L'elettronica basata sugli spin transistor è chiamata spintronica.
Anche l'informatica quantistica, in alcune sue versioni, potrebbe basarsi sullo spin per realizzare un qubit.